# Исмаил Кадаре
Исмаил Кадаре е албански писател. Дисидент по времето на комунизма в родината си. След промените, през 1990 г., емигрира във Франция. Дългогодишен член на Комунистическата партия (1970 – 1982), той застава срещу мюсюлманството, което смята за „неалбанско“. В дискусия с него влиза косоваринът Реджеп Чося.

## Биография
Исмаил Кадаре е роден на 28 януари 1936 г. в Аргирокастро (Южна Албания). Гимназия завършва в родния си град, след което и Албанска литература в Държавния университет в Тирана.
Творческия си път започва като поет. Дебютира със стихосбирката „Младежки вдъхновения“ (1954), след което до 1976 г. издава отделни стихосбирки и сборници със стихове и поеми – „Мечтания“, „Моят век“, „За какво мислят тези планини“, „Избрани стихове и поеми“ (1966), „Слънчеви мотиви“, „Избрани поеми за деца“ (1975), „Автобиографията на народа в стихове“, „Време“, „Лирика“ и др. В прозата навлиза със сборник разкази, а през 1963 г. публикува и първия си роман „Генералът на мъртвата армия“, изграден върху едноименен разказ, публикуван преди това.
През 1965 г. Кадаре написва романа „Чудовището“, който е остро разкритикуван и забранен за печат, а авторът обвинен от критиката в използване на декадентска техника на писане. Едва след цели 25 години, през 1991 г., този му роман вижда бял свят.

## Признание и награди
От 1988 г. е академик в родината си. От 1990 г. е и член-кореспондент на Академията по изкуствата в Германия. От 1996 г. е чуждестранен асоцииран член на френската Академия за нравствени и политически науки (Académie des sciences morales et politiques).
Исмаил Кадаре е удостояван три пъти с Републиканската награда за литература в родината си, а през 1996 г. по повод 60-годишния му юбилей – и с най-високото албанско отличие – ордена „Честта на нацията“. Кадаре е носител и на редица други международни литературни награди и отличия. През 1991 г. за романа „Палатата на сънищата“ получава наградата на Асоциацията „За нови човешки права" във Франция. Носител на първата международна награда Букър (2005). Носител и на Наградата на принца на Астурия (2009).

## На български
- Генералът на мъртвата армия. София: Народна култура, 1966, 220 с.
- Хроника на камък. София: Народна култура, 1975, 194 с.
- Кой доведе Дорунтина. Превод от албански Марина Маринова. Пловдив: Христо Г. Данов, 1989, 331 с.
  - Българското издание съдържа Кой доведе Дорунтина, Служителят от Палатата на сънищата и Посърналият април.
- Нишата на позора. Превод от албански Марина Маринова. София: Народна култура, 1990, 244 с.
- Кьорферманът. Превод от албански Марина Маринова. Пловдив: Кооперация „Мини Мод“, 1992.
- Концерт в края на зимата. Превод от албански Марина Маринова. София: МКС „Комекс“, 1992.
- Легенда на легендите. Политическо есе. Превод от албански Марина Маринова. София и Пловдив: Стигмати и Жанет-45, 2003.[5][6]